# José Luis Lassaletta Cano
José Luis Lassaletta Cano (Alacant, 1933 - 3 de maig de 2002) va ser alcalde d'Alacant entre els anys 1979 i 1991.
Llicenciat en Filosofia i Lletres, Lassaletta ocupà durant la dècada de 1970 llocs de rellevància bé al PSOE, bé en el sindicat UGT, on exercí el càrrec de Secretari de Cultura.
En 1979, fou el candidat a l'alcaldia d'Alacant pel PSOE en les primeres eleccions municipals després de la dictadura franquista. Amb el 43,5% dels vots, el PSOE va ser el partit més votat en la ciutat i Lassaletta va iniciar d'aquesta manera el seu mandat, i va esdevindre l'hereu polític de Llorenç Carbonell, qui quaranta anys enrere havia estat el darrer alcalde triat per les urnes. A més a més, des de 1979, ocupà la presidència de la Federació Valenciana de Municipis i Províncies.
Durant els seus dotze anys com a alcalde d'Alacant (fou reelegit en el càrrec en els comicis de 1983 i 1987), intentà solucionar el desordre urbanístic mitjançant la creació d'una via de circumvalació i impulsà el Pla General d'Ordenació Urbana (PGOU). Dotà la ciutat de zones verdes, construint parcs i jardins en diversos barris, i va construir nous centres de salut, escoles, centres socials, etc.
En les eleccions municipals de 1991 no fou inclòs a la llista socialista a la corporació municipal alacantina i fou substituït pel diputat socialista Ángel Luna, qui guanyà també les eleccions i resultà elegit alcalde. Fins ara, José Luis Lassaletta ha estat el polític més votat en la ciutat d'Alacant, atès que, en les eleccions municipals de 1983, hi obtingué el 62% dels vots. Posteriorment va militar al corrent Izquierda Socialista. Té un carrer dedicat a Alacant, que es va intentar retirar, cosa que finalment no es va fer degut a les protestes dels veïns.